# Anastasia Huppmann
Anastasia Huppmann (Tver', 16 novembre 1988) è una pianista austriaca di origine russa.
Il suo repertorio comprende composizioni da solisti di Fryderyk Chopin, Franz Liszt, Franz Joseph Haydn, Claude Debussy e Ludwig van Beethoven e opere orchestrali di Sergej Prokof'ev.

## Biografia
Nata in Russia, ha scoperto molto presto il suo amore per la musica. Ha iniziato a suonare il pianoforte all'età di cinque anni. Ben presto il consiglio della scuola di musica ha riconosciuto il suo talento musicale e Anastasia ha iniziato a ricevere lezioni individuali per bambini prodigi di pianoforte, composizione e teoria musicale. All'età di sette anni è apparsa in TV suonando le sue composizioni musicali dal vivo e ha vinto il suo primo concorso per pianoforte. Ha completato i suoi studi di pianoforte al Conservatorio di Stato di Rostov sul Don e al Conservatorio di Vienna  con il massimo dei voti. Ha continuato la sua formazione presso l'Accademia di musica di Hannover.  Ha frequentato i corsi solistici del prof. Karl-Heinz Kaemmerling fino alla morte improvvisa di quest'ultimo.
Ha vinto oltre 20 concorsi pianistici: tra cui il "21st Century Competition" a Kiev, il "Professor Dichler Competition" a Vienna, il "Bluethner Special Prize" a Vienna , l' "Osaka International Competition" , il Concorso Pianistico Internazionale “Vietri sul Mare - Costiera Amalfitana” e l'International Piano Performance Award “Antonio Napolitano” Città di Salerno, il Concorso Pianistico Internazionale “Grand Prix International, Jeunes Talents " a Lione.
Si occupa di concerti classici da solista e di musica orchestrale. Ha suonato in diversi paesi come Stati Uniti, Cina, Giappone, Austria, Germania, Francia, Ucraina, Russia, Polonia, Spagna, Italia e altri.

## Premi
Huppmann ha ricevuto numerosi premi in concorsi pianistici, incluso
- 2005: Primo Premio - Concorso del XXI secolo (Kiev, Ucraina)[3]
- 2009: Primo Premio - Concorso Professor Dichler (Vienna, Austria)
- 2009: Premio Speciale Bluethner nell'ambito del concorso Erika Chary (Austria)
- 2009: Terzo Premio - Osaka International Piano Competition [nessun primo premio assegnato] (Giappone)
- 2011: Primo Premio - XI Concorso Internazionale Pianistico Vietri sul Mare - Costa Amalfitana (Italia)
- 2011: Primo Premio - Premio di Esecuzione Pianistica IX ° Internazionale Antonio Napolitano, Città di Salerno (Italia)
- 2012: Primo posto - Concorso pianistico internazionale 14th Grand Prix International, Jeunes Talents (Francia)

Numerose esibizioni da solista in Ucraina, Russia, Austria, Francia, Polonia, Spagna, Italia e l'attiva collaborazione con varie orchestre nazionali hanno portato Huppmann nelle grandi sale da concerto dell'Europa e dell'Asia.

## Discografia
- 2014: Viaggio attraverso tre secoli[4]
- 2016: Chopin / Liszt (Gramola)[5]